# Obrazová cytometrie
Obrazová cytometrie (image cytometry, quantitative image based cytometry, QIBC) je technika získávání kvantitativní informace z obrázků, které jsou v praxi většinou pořízené pomocí mikroskopie. Obrazová cytometrie je důležitým nástrojem moderního výzkumu, kde umožňuje podrobnou analýzu na úrovni jednotlivých buněk. Tímto přístupem sdílí shodné rysy s průtokovou cytometrií a naopak se dolišuje od technik, které sledují průměrnou vlastnost buněčné populace, jako je například western blot.

## Přístrojové vybavení

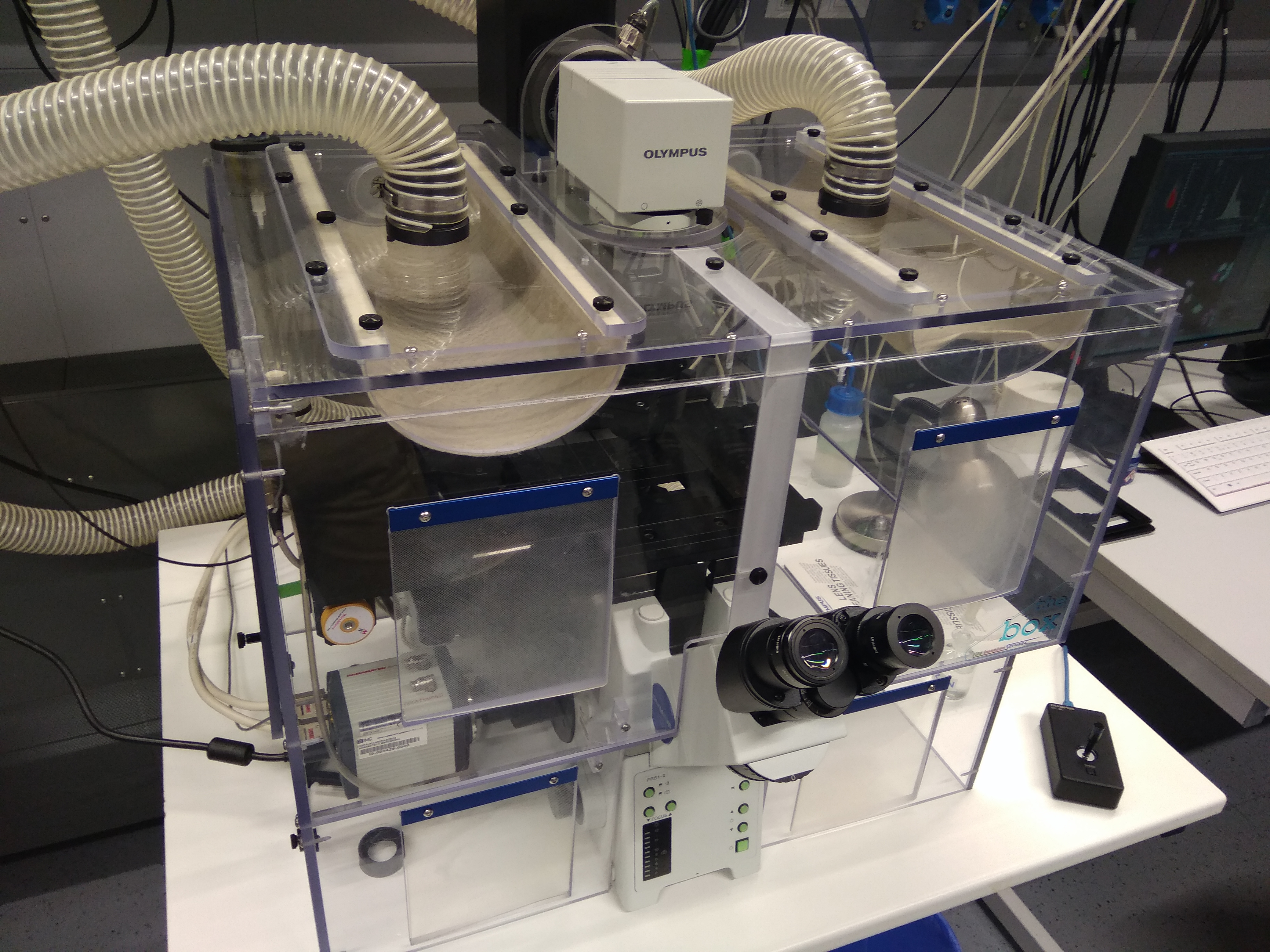
Příklad automatizovaného mikroskopu pro obrazovou cytometrii od firmy Olympus

Ačkoli je možné použít k vizualizaci optickou mikroskopii – metodu světlého pole, mnohem častěji se používá fluorescenční značení v různých kanálech. V tomto případě je nutné použít fluorescenční mikroskop s patřičným systémem světelných filtrů. Pro obrazovou analýzu je často nutné nasnímat tisíce fotografií, což by bylo při použití manuálně ovládaného mikroskopu velice pracné. Z toho důvodu byly vyvinuty automaticky ovládané mikroskopy, které disponují motorizovanými stolky pro posun snímaného objektu ve všech třech osách, automatizovanou výměnou fluorescenčních filtrů, a elektronicky ovládanými lampami.
Snímání velkého množství snímků je časově náročné, proto se pomalu upouští od používání světelných zdrojů s krátkou životností, jako jsou například rtuťové a xenonové lampy. Místo toho se s výhodou využívají LED zdroje nebo jsou mikroskopy vybavené sérií laserů. Další výhoda těchto zdrojů je, že operují při výrazně nižších teplotách, což eliminuje případné pohyby vzorku vyvolané přenosem tepla do těla mikroskopu a následnou teplotní roztažností materiálu.
Dalším výrazným pokrokem je aplikace konfokální mikroskopie umožňující získat větší množství výrazně přesnější informace a to i ve 3D. V případě analýzy živých buněk jsou mikroskopy vybavené komorami temperovanými na potřebnou teplotu a s žádoucím parciálním tlakem CO2.

## Akvizice obrazu
Akvizice obrazu probíhá zpravidla zcela automaticky a spočívá v sériovém snímaní polí v různých fluorescenčních kanálech. Počet skenovaných polí pro každý vzorek se pohybuje v řádu stovek, přičemž zvolené zvětšení mikroskopu je vždy kompromisem mezi rozlišením a počtem buněk v jednom poli. V průběhu skenování však často dochází k mírnému rozostření obrazu vlivem mírných teplotních změn a nerovností použitých sklíček či plastových destiček. Ohnisko obrazu proto musí být neustále kontrolováno automatickou fokusací. Ta může být čistě softwarová, tedy založená na nasnímání série snímků s posunem v ose Z a následném vybrání té nejostřejší, nebo může být kombinovaná s rychlejší hardwarovou fokusací. Hardwarová fokusace spočívá v měření vzdálenosti mezi objektivem a sklíčkem laserovým paprskem.

## Analýza obrazu
Předmětem zájmu jsou většinou buněčné populace, případně pak histologické řezy. K jednodušší identifikaci objektů lze využít různá barvení, nejčastěji fluorescenční značení. Softwary k analýze jsou často dodávány výrobci automatizovaných mikroskopů, krom toho je však možné využít i freeware softwarů jako je ImageJ a blízce příbuzný FIJI. Nejprve se zpravidla provádí korekce obrazu, která eliminuje chyby zavedené vlivem nerovnoměrného osvětlení. Dalším krokem může být odečtení pozadí a zvýšení kontrastu. Následuje segmentace obrazu, která identifikuje jednotlivé buňky a vytvoří binární masku, která softwaru říká, které pixely má zahrnout do výpočtů a které má ignorovat. Segmentace může být definována určitým prahem signálu, který je považován za vlastní objektům zájmu, nebo může být založena na složitější algoritmech, které detekují okraj a celkový tvar jednotlivých buněk.

## Srovnání s průtokovou cytometrií
Obrazová cytometrie sdílí některé ze svých vlastností s průtokovou cytometrií. V mnohých aplikacích je tak možné získat oběma metodami totožnou informaci. V těchto případech však často vyniká výrazně rychlejší průtoková cytometrie schopná analyzovat až několik tisíc buněk za sekundu, která navíc poskytuje citlivější detekci. Další jedinečnou schopností průtokové cytometrie je možnost třídění analyzovaných buněk.
V určitých ohledech je však obrazová cytometrie nenahraditelná. Na rozdíl od průtokové cytometrie, která je schopná analyzovat pouze buněčnou suspenzi, je obrazová cytometrie schopna analyzovat adherentní buňky, histologické řezy, roztěrové, otiskové preparáty či dokonce celá embrya. Díky tomu je možné získat informaci o morfologii buněk a o distribuci označených molekul v rámci buněčných kompartmentů. Zatímco průtoková cytometrie měří pouze relativní velikost buňky, a to nepřímo na základě rozptýleného světla (forward scattering), obrazová cytometrie je schopná změřit velikost buňky v absolutních hodnotách.
Další výhodou obrazové cytometrie je možnost studia živých buněk pomocí časosběrného snímání. Je tak možné sledovat jejich mobilitu, průchod buněčným cyklem a také dynamiku distribuce značených molekul.
Morfologická informace poskytovaná obrazovou cytometrií je klíčová pro cytogenetické analýzy a analýzy spermií a vzorků moči.  Pro většinu klinických aplikací, jako je například analýza krve pacientů s leukémií, nebo analýza nádorového materiálu z biopsií, je však průtoková cytometrie výrazně efektivnější. Pouze v případech kdy je dostupné jen malé množství analyzovaného materiálu může být obrazová cytometrie vhodnější než průtoková. V porovnání s průtokovou cytometrií, je obrazová cytometrie finančně dostupnější, což může být výhodou u jednoduchých klinických aplikací, jako je například obyčejné počítání buněk. Příkladem je přístroj Countess od firmy Invitrogen nebo ADAM od firmy Nanoentek. Oba cytometry umožňují zjištění koncentrace a viability buněk v suspenzi (třeba lymfocytů ve vzorku krve).
Kombinaci rychlosti a citlivosti průtokové cytometrie spolu a jedinečnými vlastnostmi mikroskopické analýzy nabízí ImageStream, což je revoluční koncept zobrazovací průtokové cytometrie vyvinutý firmou Millipore.